# Theo Laseroms
Theo Laseroms, né à Rosendael le 8 mars 1940 et mort à Zwolle le 25 avril 1991, est un joueur de football international néerlandais actif principalement durant les années 1960 et 1970. Il joue au poste de défenseur central et est surtout connu pour sa période au Feyenoord Rotterdam, où il remporte notamment la Coupe des clubs champions européens 1969-1970.

## Carrière

### Joueur
Theo Laseroms découvre le football dans les équipes de jeunes du RBC Roosendaal, le club de sa ville natale. En 1957, il est intégré au noyau de l'équipe première, qui vient d'être promue en deuxième division néerlandaise. Après une saison, il est transféré par le NAC Breda, un club de première division, où il s'impose d'emblée comme titulaire dans l'axe de la défense. Durant cinq saisons, il ne manque pratiquement aucun match dans une équipe qui termine régulièrement dans le subtop. En 1963, il quitte Breda et signe au Sparta Rotterdam. 
Avec sa nouvelle équipe, Theo Laseroms remporte le premier trophée de sa carrière, la Coupe des Pays-Bas 1966, au terme d'une finale remportée face à l'ADO La Haye. Il participe ainsi pour la première fois à une compétition européenne, la Coupe des vainqueurs de Coupe, dont le Sparta est éliminé en huitièmes de finale par le Servette FC. En 1967, il signe un contrat avec le club américain des Pittsburgh Phantoms, une équipe créée pour le nouveau championnat professionnel nord-américain, la National Professional Soccer League (NPSL). Ce transfert, non autorisé par le Sparta Rotterdam, mène le club néerlandais à attaquer son homologue américain en justice et obtient un dédommagement de 50 000 $. Après un an, le club est mis en faillite et Theo Laseroms revient aux Pays-Bas.
Il s'engage avec l'autre club de la ville de Rotterdam, Feyenoord, durant l'été 1968. Theo Laseroms y est titularisé directement et forme un solide duo défensif avec Rinus Israël. Sa première saison au club, dont il ne rate aucun match, est ponctuée par un doublé championnat/Coupe. La saison suivante, il remporte la Coupe des clubs champions européens, ainsi que la Coupe intercontinentale 1970 durant l'été. Il ajoute un deuxième titre à son palmarès avec Feyenoord en 1971 et un an plus tard, il décide de partir pour La Gantoise, en deuxième division belge. Il y joue jusqu'en 1974 et met ensuite un terme à sa carrière de joueur.

### Entraîneur
Une fois ses crampons rangés, Theo Laseroms devient entraîneur et prend en charge l'équipe du KVK Ypres, active en première provinciale, durant un an. En 1975, il retourne aux Pays-Bas et prend la direction du FC Vlaardingen, un club de deuxième division qu'il dirige pendant quatre ans. Il entraîne ensuite durant deux ans l'Heracles Almelo puis, en 1982, il s'envole vers Bahreïn. Il prend en charge le West Riffa durant deux saisons puis est nommé à la tête de la sélection bahreïnienne jusqu'en 1986. Il dirige ensuite un an l'équipe d'Al-Nahda, dans l'état voisin d'Oman, avant de revenir dans son pays natal. Il passe une saison à la tête d'Helmond Sport puis une autre au PEC Zwolle. En 1989, il quitte à nouveau les Pays-Bas, cette fois pour le championnat turc, où il prend en charge Trabzonspor. Son passage ne dure qu'un an puis il part au Çengelköy SK, un club évoluant en troisième division, qu'il quitte après quelques mois. Revenu aux Pays-Bas au début de l'année 1991, Theo Laseroms meurt d'une crise cardiaque le 25 avril à l'âge de 51 ans.

## Statistiques
| Saison                | Club                  | Championnat           | Championnat | Championnat | Coupe(s) nationale(s) | Coupe(s) nationale(s) | Compétition(s) continentale(s) | Compétition(s) continentale(s) | Compétition(s) continentale(s) | Total | Total |
| Saison                | Club                  | Division              | M.          | B.          | M.                    | B.                    | Comp.                          | M.                             | B.                             | M.    | B.    |
| 1957-1958             | RBC Roosendaal        | Eerste divisie        | -           | -           | -                     | -                     | -                              | 0                              | 0                              | 0     | 0     |
| Sous-total            | Sous-total            | Sous-total            | -           | -           | -                     | -                     | -                              | 0                              | 0                              | 0     | 0     |
| 1958-1959             | NAC Breda             | Eredivisie            | 32          | 9           | -                     | -                     | -                              | 0                              | 0                              | 32    | 9     |
| 1959-1960             | NAC Breda             | Eredivisie            | 18          | 7           | -                     | -                     | -                              | 0                              | 0                              | 18    | 7     |
| 1960-1961             | NAC Breda             | Eredivisie            | 32          | 4           | -                     | -                     | -                              | 0                              | 0                              | 32    | 4     |
| 1961-1962             | NAC Breda             | Eredivisie            | 23          | 0           | -                     | -                     | -                              | 0                              | 0                              | 23    | 0     |
| 1962-1963             | NAC Breda             | Eredivisie            | 24          | 3           | -                     | -                     | -                              | 0                              | 0                              | 24    | 3     |
| Sous-total            | Sous-total            | Sous-total            | 129         | 23          | -                     | -                     | -                              | 0                              | 0                              | 129   | 23    |
| 1963-1964             | Sparta Rotterdam      | Eredivisie            | 24          | 4           | -                     | -                     | -                              | 0                              | 0                              | 24    | 4     |
| 1964-1965             | Sparta Rotterdam      | Eredivisie            | 29          | 2           | -                     | -                     | -                              | 0                              | 0                              | 29    | 2     |
| 1965-1966             | Sparta Rotterdam      | Eredivisie            | 30          | 3           | -                     | -                     | -                              | 0                              | 0                              | 30    | 3     |
| 1966-1967             | Sparta Rotterdam      | Eredivisie            | 21          | 1           | -                     | -                     | C2                             | 2                              | 1                              | 23    | 2     |
| Sous-total            | Sous-total            | Sous-total            | 104         | 10          | -                     | -                     | -                              | 2                              | 1                              | 106   | 11    |
| 1967                  | Pittsburgh Phantoms   | NPSL                  | 13          | 3           | 0                     | 0                     | -                              | 0                              | 0                              | 13    | 3     |
| Sous-total            | Sous-total            | Sous-total            | 13          | 3           | 0                     | 0                     | -                              | 0                              | 0                              | 13    | 3     |
| 1968-1969             | Feyenoord Rotterdam   | Eredivisie            | 34          | 0           | -                     | -                     | C3                             | 2                              | 0                              | 36    | 0     |
| 1969-1970             | Feyenoord Rotterdam   | Eredivisie            | 34          | 1           | -                     | -                     | C1+CI                          | 8+2                            | 0                              | 44    | 1     |
| 1970-1971             | Feyenoord Rotterdam   | Eredivisie            | 29          | 1           | -                     | -                     | C1                             | 2                              | 0                              | 31    | 1     |
| 1971-1972             | Feyenoord Rotterdam   | Eredivisie            | 26          | 2           | -                     | -                     | C1                             | 6                              | 1                              | 32    | 3     |
| Sous-total            | Sous-total            | Sous-total            | 123         | 4           | 13                    | 0                     | -                              | 20                             | 1                              | 156   | 5     |
| 1972-1973             | KAA La Gantoise       | Division 2            | 29          | 2           | -                     | -                     | -                              | 0                              | 0                              | 29    | 2     |
| 1973-1974             | KAA La Gantoise       | Division 2            | 27          | 0           | -                     | -                     | -                              | 0                              | 0                              | 27    | 0     |
| Sous-total            | Sous-total            | Sous-total            | 56          | 2           | -                     | -                     | -                              | 0                              | 0                              | 56    | 2     |
| Total sur la carrière | Total sur la carrière | Total sur la carrière | 425         | 42          | -                     | -                     | -                              | 20                             | 2                              | 445   | 44    |

### Palmarès
- Vainqueur de la Coupe intercontinentale en 1970 avec le Feyenoord Rotterdam.
- Vainqueur de la Coupe des clubs champions européens en 1970 avec le Feyenoord Rotterdam.
- 2 fois champion des Pays-Bas en 1969 et 1971 avec le Feyenoord Rotterdam.
- 2 fois vainqueur de la Coupe des Pays-Bas en 1966 avec le Sparta Rotterdam et en 1969 avec le Feyenoord Rotterdam.

## Carrière internationale
Theo Laseroms est convoqué à six reprises en équipe nationale néerlandaise. Il dispute son premier match le 7 avril 1965 contre l'Irlande du Nord et son dernier le 11 octobre 1970 contre la Yougoslavie. Il inscrit un but sur les six rencontres qu'il joue.
Le tableau ci-dessous reprend toutes les sélections de Theo Laseroms. Le score des Pays-Bas est toujours indiqué en gras.
| Date       | Compétition                                          | Adversaire      | Lieu      | Score | Remarque  |
| ---------- | ---------------------------------------------------- | --------------- | --------- | ----- | --------- |
| 07/04/1965 | Éliminatoires Coupe du monde 1966 (Europe, Groupe 5) | Irlande du Nord | Rotterdam | 0-0   |           |
| 14/11/1965 | Éliminatoires Coupe du monde 1966 (Europe, Groupe 5) | Suisse          | Berne     | 2-1   | 64e (1-1) |
| 04/09/1968 | Éliminatoires Coupe du monde 1970 (Europe, Groupe 8) | Luxembourg      | Rotterdam | 2-0   |           |
| 27/10/1968 | Éliminatoires Coupe du monde 1970 (Europe, Groupe 8) | Bulgarie        | Sofia     | 2-0   | 57e       |
| 16/04/1969 | Match amical                                         | Tchécoslovaquie | Rotterdam | 2-0   |           |
| 22/11/1975 | Éliminatoires Euro 1972 (Groupe 7)                   | Yougoslavie     | Rotterdam | 1-1   |           |